# 2011年の野球
2011年の野球（2011ねんのやきゅう）では、2011年の野球界における動向をまとめる。
2010年の野球 - 2011年の野球 - 2012年の野球

## できごと

### 1月
- 1月4日 - 【社会人】元福岡ダイエーホークスなどに所属し、前年セガサミーで監督を務めた佐々木誠がNTT西日本の打撃コーチに就任[1]
- 1月9日 - 【独立】関西独立リーグの代表者会議が開かれ、新規球団として兵庫ブルーサンダーズと大阪ホークスドリームの参加を承認、今季は5球団でリーグ戦を行う[2]
- 1月11日 - 【高校・大学】日本学生野球協会は2010年度の表彰選手73名を発表。大学では日本ハムドラフト1位の早大・斎藤佑樹ら26人[3]、高校では史上6校目の甲子園春夏連覇を果たした沖縄・興南の主将、我如古盛次ら47人[4]がそれぞれ選出された
- 1月13日 - 【日本】プロ・アマ合同の野球規則委員会の会合が開かれ、木製バットの最大直径を従来の7.0cmから6.6cmに変更することを決定。また、捕球後にダッグアウトに踏み込んだ際の規則の適用を改正することも決まった[5]。
- 1月15日 - 【JABA】日本野球連盟(JABA)は2011年のスローガンを「魅力発信!吹き込め活力!」に決定[6]。
- 1月18日 - 【大学】全日本大学野球連盟の監督会議において、日本代表チームの監督に法大の監督の金光興二を選出[7]
- 1月20日 - 【女子プロ野球】京都アストドリームスの監督に、元大阪近鉄バファローズの監督などをつとめたの佐々木恭介の就任することが発表された[8]
- 1月21日 - 【女子】日本女子野球協会の会長に、日本野球機構の前事務局長の長谷川一雄が4月1日付で就任することが決定[9]
- 1月22日 - 【中学】日本野球連盟は日本中学硬式野球協議会を発足させ、同協議会内に「日本代表編成委員会」を設け、代表監督に元巨人、西武などでプレーした鹿取義隆とすることを決めた[10]
- 1月24日 - 【独立】BCリーグの新潟アルビレックスは元ヤクルトの高津臣吾 の入団を発表、日本球界への復帰は4年ぶりで、名球界入り選手の日本の独立リーグへの入団は初[11]
- 1月27日
  - 【独立】関西独立リーグは、住宅リフォーム大手のフォレストホームが新球団を設立し、リーグに参入することを承認。新球団は神戸9クルーズを継承し、マック鈴木の監督就任も正式に発表。また、明石レッドソルジャーズの経営難に伴う活動休止も発表され、2011年度は5球団でシーズンを行うことになった[12]
  - 【独立】四国・九州アイランドリーグは名称を2月1日より「四国アイランドリーグplus」に変更することを発表[13]
- 1月28日 - 【高校】第83回選抜高等学校野球大会の出場校を決める選考委員会が開かれ、代表32校が選出された。初出場は11校[14]。商業とつく学校が出場しないのは春夏通じて史上初[15]
- 1月29日 - 【IBAF】（ハバナ）国際野球連盟はハバナで開かれた執行委員会で、2011年から3年間、大リーグ機構から財政支援を受けることが報告された[16]

### 2月
- 2月9日 - 【独立】関西独立リーグは今季から新規参入し、神戸市と淡路島に活動拠点を置く新球団の名称が『神戸サンズ』に決定したことを発表[17]
- 2月16日
  - 【日本】日本学生野球協会はプロ野球とアマチュアの交流戦について、大学は3月と8月に練習試合が行えることを承認[18]
  - 【社会人】JABAは都市対抗野球大会について、2012年より7月に開催することを決定。都市対抗及び日本選手権大会で延長11回から適用されていたタイブレークを12回からの適用に変更することも決定した[19]

### 3月
- 3月1日 - 【大学・NPB】日本プロ野球と大学の単独チーム同士による最初の交流試合巨人の二軍と中央大学との試合がひむかスタジアム）が行われ、試合は3対3で引き分け[20]
- 3月4日 - 【高校】日本学生野球協会の審査室会議で高校4件の処分が決定。部員の喫煙や万引き事件で明野高を3カ月の対外試合禁止処分。部員の暴力事件で東海大翔洋高と三島高の2校、部員の行き過ぎた指導で弘前実業高にそれぞれ1カ月の対外禁止処分を科した[21]
- 3月7日 - 【女子野球】日本女子野球協会の理事会で、女子日本代表チームの監督に元日本ハムで日本代表コーチの新谷博が昇格を決定。前監督の大倉孝一は理事長に就任[22]
- 3月10日 - 【独立】 高知ファイティングドッグスの投手コーチに元大洋ホエールズ、南海ホークスの田村政雄が就任
- 3月11日 - 【MLB】テキサス・レンジャーズは、最高経営責任者(CEO)を務めていたチャック・グリーンバーグが辞任し、球団社長を務めるノーラン・ライアンが兼任CEOに就任することを発表[23]
- 3月15日 - 【高校】選抜高校野球大会の組み合わせ抽選会が行われた。東日本大震災の影響で抽選会に参加しなかった東北高は第6日の第1試合に組み込まれ、大垣日大との対戦が決まった[24]。また、明徳義塾は日大三高との対戦となり、明徳義塾が2005年の夏の大会で出場辞退した時に対戦が組まれた試合だった[25]
- 3月18日 - 【高校】日本高野連は選抜高校野球大会について、予定通り26日から阪神甲子園球場で開催することを決定[26]
- 3月18日 - 【女子野球】 全国高校女子選抜大会の事務局は26日から開催予定だった大会の中止を決定。参加7校中、東日本大震災の影響で4校が不参加となったため[27]
- 3月23日
  - 【高校】第83回選抜高校野球大会が阪神甲子園球場で開幕した[28]
  - 【高校】選抜高校野球大会の1回戦で九州国際大が対前橋育英戦の5回に大会新記録の1イニング3本塁打と同タイ記録の史上3度目の2者連続本塁打。試合は7対1で九州国際大が勝利[29]
- 3月25日 - 【社会人】日本野球連盟は8月26日から東京ドームで開催予定だった第82回都市対抗野球大会の秋に延期と、10月29日開幕予定の社会人野球日本選手権大会の中止を決定、今年は都市対抗優勝チームを日本選手権優勝チームとみなすこととなった[30]
- 3月31日 - 【大学】東都大学野球は4月5日に開幕し、プロ野球のヤクルトと併用する時は午前9時試合開始と発表[31]

### 4月
- 4月2日 - 【独立】BCリーグの信濃グランセローズが前年阪神を戦力外になった金村曉の入団を発表[32]
- 4月3日 - 【高校】第83回選抜高校野球大会の決勝戦が甲子園で行われ、神奈川県の東海大相模高が福岡県の九州国際大付属高に6対1で勝利し、11年ぶり2度目の優勝、大会通算74安打と113塁打はそれぞれ史上最多記録[33]。九州国際大付属高の高城は大会タイ記録の8打数連続安打[34]
- 4月8日 - 【独立】BCリーグの新潟は今年ボストン・レッドソックスとマイナー契約し解雇された正田樹の入団を発表[35]
- 4月9日 - 【高校】東北6県の高校野球連盟は宮城県で6月9日より開催予定だった高校野球東北大会の中止を決定、東日本大震災や福島第一原子力発電所事故等が理由で、春・秋通じての大会中止は史上初[36]
- 4月28日 - 【BFJ】全日本アマチュア野球連盟（BFJ）はこの日の強化本部会にて、秋にパナマで開催される第39回IBAFワールドカップ日本代表の監督に、前年の広州アジア大会で日本代表監督を務めた小島啓民の就任を発表[37]
- 4月30日 - 【大学】北海道六大学野球の春季リーグの開幕戦で、東農大の玉井大翔が開幕戦の対道教大函館戦で、リーグ史上6人目でノーヒット・ノーランを達成。1年生の開幕戦での達成は史上初[38]

### 5月
- 5月1日 - 【独立】BCリーグの新潟の高津臣吾が対群馬戦で初セーブを挙げ、NPB、MLB、韓国、台湾につぐ5リーグ目でのセーブを記録[39]
- 5月3日 - 【高校】東日本大震災で甚大な被害を受けた岩手県、宮城県、福島県では初の高校野球の公式戦となる春季岩手県大会地区予選が始まった、宮城と福島の同春季大会は中止となっている[40]
- 5月4日 - 【KBO】韓国野球委員会のコミッショナーの兪栄九が同月2日に辞表を提出していたことが聯合ニュースが伝えた。同コミッショナーが理事長を務める学校法人の運営に関して、政府関係者に賄賂を贈っていたとされ、検察当局に身柄を拘束された[41]
- 5月8日 - 【大学】静岡学生野球春季リーグで静岡理大が富士常葉大に3対2で勝利し、2004年の対東海大海洋戦で勝利して以降の連敗を172でストップ[42]
- 5月13日
  - 【高校】常総学院高の監督の木内幸男が2011年夏を最後に退任[43]
  - 【高校】日本学生野球協会の審査室会議で、高校2件に対する処分を決定。部員の喫煙で東筑紫学園高を4月28日から5月27日までの対外試合禁止処分。部員に対する暴力行為で菊川南陵高の監督を4月20日から10月19日まで謹慎処分とした[44]
- 5月16日
  - 【大学】関西六大学野球春季リーグは龍谷大が京産大に1対0で勝利し、2季連続27度目の優勝達成[45]
  - 【独立】四国アイランドリーグplusの三重スリーアローズは監督の長冨浩志が成績不振で辞任することを発表し、コーチの古屋剛が監督代行に就任[46]
- 5月18日 - 【国際】アジアシリーズ実行委員会が開かれ、3年ぶりに開かれることになったこの年の台湾でのアジアシリーズが東日本大震災の影響で当初より2週間遅れて11月25日に開幕、同29日に決勝戦を行うことを発表。中国が不参加となり、オーストラリアが初参加となる[47]
- 5月19日
  - 【社会人】日本野球連盟は東日本大震災の影響で延期となった第82回都市対抗野球大会を10月22日から京セラドームで行うことを発表、東京以外での開催は初[48]
  - 【独立】四国アイランドリーグplusの三重は元巨人の野口茂樹との入団交渉が合意したことを発表[49]
- 5月21日 - 【大学】福岡六大学リーグは九州共立大学が九州産業大学に4対0で勝利し、2季ぶり36度目の優勝達成[50]
- 5月22日 - 【大学】九州六大学リーグは福岡大学が九州国際大学に7対4で勝利し、2季ぶり49度目の優勝達成[51]
- 5月25日 - 【大学】東都大学野球リーグは青山学院大学が中央大学に敗れたため、勝ち点で並んでいた東洋大学2季ぶり16度目の優勝達成[52]
- 5月27日 - 【高校】日本高野連は特待生制度について、各学年5人以内までとすることや入学金や授業料以外の寮費などの生活費支援などを認めないことを柱とした野球特待生制度を決定した。来年度より施行[53]
- 5月30日
  - 【大学】東京六大学野球春季リーグは全日程が終了。慶應大学が早稲田大学に4対3で勝利し、2季ぶり33度目の優勝達成。全カードから勝ち点を挙げる完全優勝は1992年以来37季ぶり[54]
  - 【大学】東都大学野球リーグは日程の消化が遅れ、58年ぶりに神宮球場（第2を含む）以外での試合となる東洋大球場で試合が行われ、この日も雨天で1試合のみ消化で、残り1試合を31日に府中市民球場で行うことになった[55]
- 5月31日 - 【大学】東京新大学野球リーグは東京国際大学が杏林大学に11対2で7回コールド勝利で初優勝達成[56]

### 6月
- 6月1日 - 【WBC】ワールド・ベースボール・クラシック（WBC）の主催者が、2013年春に開催される第3回ワールド・ベースボール・クラシックにおいて予選を新設することを発表。計28チームが参加し、2012年秋に開催する。WBCで予選が開催されるのは初[57]
- 6月3日 - 【高校】日本学生野球協会の審査室会議がこの日開かれ、高校10校の処分を決定。鳥栖商業高など4校に対外試合禁止、熊野高の副部長に無期謹慎、日本航空石川の部長などに謹慎処分[58]
- 6月8日 - 【大学】第60回全日本大学野球選手権記念大会の1回戦（東京ドーム）で、近畿大学工学部（広島六大学）の久保田高弘が対名桜大学戦（九州）で、大会史上6人目のノーヒットノーランを達成[59]
- 6月11日 - 【大学】第60回全日本大学野球選手権記念大会の準決勝（神宮）で史上初のプロ野球出身の監督同士の対戦となった、江藤省三が率いる慶應義塾大学（東京六大学）が古葉竹識率いる東京国際大（東京新大学）に6対4で勝利し、決勝戦進出[60]
- 6月12日 - 【大学】第60回全日本大学野球選手権記念大会の決勝戦が神宮球場で行われ、東洋大学（東都大学）が慶應義塾大学（東京六大学）に延長10回に3対1でサヨナラ勝利し2年連続4回目の優勝。2年連続優勝は13年ぶり5校目[61]
- 6月16日 - 【米国独立】NPB西武からFAの土肥義弘が独立リーグのアトランティック・リーグのランカスターと正式契約[62]
- 6月21日 - 【独立】BCリーグの上信越地区で群馬ダイヤモンドペガサスは、マジック対象である新潟アルビレックス・ベースボール・クラブが信濃グランセローズに敗戦したことにより前期優勝達成[63]
- 6月23日 - 【独立】関西独立リーグの大阪ホークスドリームは詐欺で逮捕された監督の田中実を解任し、総監督の門田博光が監督を務めることを発表[64]
- 6月26日 - 【独立】BCリーグの北陸地区で石川ミリオンスターズが対福井ミラクルエレファンツ戦に4対2で勝利し前期優勝達成[65]
- 6月29日
  - 【独立】四国アイランドリーグplusは徳島インディゴソックスが対高知ファイティングドッグス戦に3対0で勝利し、初の前期優勝[66]
  - 【独立】関西独立リーグは神戸サンズがソウル・ヘチに勝利し、初の前期優勝[67]

### 7月
- 7月1日 - 【独立】三重の監督代行の古屋剛が正式に監督に就任[68]
- 7月2日 - 【女子プロ野球】日本女子プロ野球リーグは兵庫が京都に2対1で勝利し、3期連続で3度目となる前期優勝達成[69]
- 7月5日 - 【社会人】日本野球連盟の北海道地区連盟は5月下旬の石勝線特急列車脱線火災事故などの不祥事を理由に、JR北海道が都市対抗野球大会を辞退することを発表[70]
- 7月7日 - 【高校】高野連は5月末現在の全国の野球部の部員数と加盟校数の調査結果を発表。硬式野球部員数は前年比1,563人減の166,925人で、2年連続の減少となった。加盟校数は25校減の4,090校で、6年連続の減少となったほか、都道府県別による増減で、増加が最も多いのは兵庫県が94人。減少が最も多かったのは福島県で、福島第一原子力発電所事故の影響による部員減少により232人に減った[71]
- 7月9日 - 【高校】大分県別府市の大分自動車道で、マイクロバスと自家用車が追突する事故が発生。この事故で、大分県立森高の監督が死亡、部員ら23名が重軽傷[72]
- 7月20日 - 【国際】フランス野球ソフトボール連盟は元フランス代表監督を務めた、元NPB阪神タイガースの監督などの吉田義男に名誉会員の称号を贈り表彰した[73]
- 7月22日
  - 【高校】全国高等学校野球選手権大阪大会で、学校統合でこの年が最後となる天王寺商が初芝立命館高校に0対14の5回コールドで敗れ、地方大会の全国ワースト記録としていた1979年大会からの連敗を39として幕を閉じた[74]
  - 【WBC】日本プロ野球の選手会は臨時大会で2013年に開催のワールド・ベースボール・クラシックについて、分配金の条件次第では出場しないことを全会一致で決議[75]
- 7月24日 - 【高校】全国高等学校野球選手権南北海道大会の決勝戦が行われ、北海高校が駒大苫小牧高校に5対4で勝利、長野県の松商学園と並ぶ史上タイ記録の通算35度目の全国選手権大会出場[76]
- 7月25日 - 【独立】福岡県警東署は関西独立リーグの兵庫ブルーサンダーズの選手が知人男性に対し、これまでに現金61万円を脅し取ったとして恐喝の容疑で逮捕[77]
- 7月27日 - 【高校】全国高等学校野球選手権茨城大会の準決勝が行われ、今夏限りでの勇退を表明していた木内幸男が監督をつとめる常総学院が、藤代高校に2対0で敗退[78]
- 7月29日 - 【高校】】全国高等学校野球選手権兵庫大会の決勝戦（ほっともっと神戸）の東洋大姫路対加古川北戦が延長15回2対2の引き分けで再試合となった[79]
- 7月30日 - 【高校】前日に延長15回引き分けとなった、全国高等学校野球選手権兵庫大会の決勝戦の再試合は東洋大姫路が加古川北に6対0で勝利し、5年ぶり12度目の優勝達成[80]

### 8月
- 8月1日
  - 【高校】第93回全国高校野球選手権大会の地方大会が終了、全49代表校が決定。初出場は7校、最多出場は北海道の北海の通算35度目[81]
  - 【高校】春夏甲子園通算5度出場の長野県の佐久長聖が、今年5月に下級生に対するいじめがあったとして秋季大会の出場を辞退することが分かった。監督の中村良隆は7月23日に地方大会準決勝敗退後に辞表を提出[82]
- 8月2日 - 【高校】全国高校野球選手権大会に出場が決まってる三重県の伊勢工業高校の2年生部員が学校近くの商店で万引を行っていたことが発覚、選手権大会には1年と3年生だけで出場。同校は秋季大会は出場辞退を申し入れ、県高野連はこれを了承。日本高野連は同校に厳重注意処分[83]
- 8月6日 - 【高校】第93回全国高等学校野球選手権大会が阪神甲子園球場で開幕。
- 8月16日 - 【高校】第93回全国高校野球選手権大会（甲子園）の3回戦、広島県の如水館が秋田県の能代商に延長10回、3対2でサヨナラ勝利。今大会通算8度目の延長戦は大会史上タイ記録。また如水館の3試合連続延長戦は春夏通じて史上初、同一校の同一大会3度の延長戦は夏では史上初、春を合わせると3度目のタイ記録[84]
- 8月20日 - 【高校】第93回全国高等学校野球選手権大会の決勝戦（阪神甲子園球場）は、西東京の日大三高が11対0で、青森県の光星学院に勝利し、2001年夏（第83回）以来10年ぶり2度目の優勝達成。全試合2桁安打での優勝は史上4校目。1大会で4度の2桁得点は史上2校目[85]
- 8月22日 - 【高校】第93回全国高等学校野球選手権大会で準優勝の光星学院（青森）の野球部員3人が2010年12月に飲酒をしていたことが発覚。同日、同校が発表、謝罪した[86]。これにより、同校では8月23日以降に予定されていた青森県庁や八戸市役所などへの表敬訪問を中止、また同市役所では準優勝を称える看板の設置を取りやめた[87]
- 8月26日
  - 【社会人】日本野球連盟が臨時理事会を開き、2012年の第83回都市対抗野球大会を7月中旬に東京ドームで開催することを決定[88]
  - 【高校】日本高野連は今年の全国高等学校野球選手権大会の準優勝校の光星学院の野球部員が飲酒をしていた問題で、厳重注意処分。秋季大会への参加は認めた。また同校からの10月の国体への出場辞退を受理、佐賀県の唐津商が代わりに出場となった[89]
- 8月29日 - 【高校】第56回全国高等学校軟式野球選手権大会決勝戦（明石トーカロ球場）が行なわれ、岐阜県の中京が延長11回に2対1で栃木県の作新学院に延長11回、2対1の逆転サヨナラ勝利で12年ぶり5度目の優勝達成[90]

### 9月
- 9月4日 - 【大学】東都大学野球の亜細亜大の東浜巨が対日本大学戦で3対0で完封で勝利投手となり、リーグ史上タイ記録の通算15完封[91]
- 9月5日 - 【高校】全国高校野球大会に春夏12度出場の滋賀県の比叡山高校が今年6月に部内で2年生部員が1年生部員に対し暴力事件を起こしたとして、秋季大会の出場を辞退。9月1日付で部長を解任、監督は辞任[92]
- 9月9日 - 【BFJ】全日本アマチュア野球連盟は、10月1日からパナマで開催の第39回IBAFワールドカップの日本代表チームを発表[93]
- 9月11日 - 【社会人】第36回全日本クラブ野球選手権大会の準決勝（西武ドーム）が行われ、横浜金港クラブが対関西メディカルスポーツ学院戦に2対0で勝利し、横浜金港クラブの高塩将樹が大会史上初のノーヒットノーラン達成[94]
- 9月12日 - 【社会人】第36回全日本クラブ野球選手権大会の決勝戦（西武ドーム）が行われ、大和高田クラブが新日鐵大分ベースボールクラブに10対9（延長10回タイブレーク）で勝利し、9年ぶり3度目の優勝達成[95]
- 9月14日 - 【社会人】東日本大震災の影響で10月22日から京セラドーム大阪で開催されることになった、第82回都市対抗野球大会の出場全32チームが決定。初出場は無く、最多出場は日本生命の35度[96]
- 9月23日 - 【独立】四国アイランドリーグplusは香川が対三重戦に3対0で勝利し、2年連続4度目の後期優勝達成[97]
- 9月24日 - 【独立】四国アイランドリーグplusは2012年度の公式戦を四国4チームで実施し、三重は公式戦に参加せずリーグから脱退することが発表された[98]
- 9月25日
  - 【大学】京滋大学野球リーグの大谷大学対京都教育大学戦で、教育大が9対7の2点リードで迎えた8回に代走を送った際に、教育大の選手が登録と違う背番号で出場し、大谷大側から指摘があったため没収試合となり、9対0で大谷大の勝利となっている[99]
  - 【独立】BCリーグの福井が対石川戦に5対0で勝利し、北陸地区後期優勝達成[100]
- 9月26日 - 【独立】BCリーグの新潟が対群馬戦に10対0で勝利し、上信越地区後期優勝達成[101]
- 9月27日 - 【大学】東都大学野球リーグ戦で亜大の東浜巨が対駒大戦で5対0で完封勝利し、同リーグ新記録の通算16完封[102]
- 9月30日
  - 【大学】京滋大学野球連盟は没収試合とした9月25日の大谷大学対京都教育大学戦を取り消し、10月5日に再試合をおこなうことを発表[103]
  - 【独立】関西独立リーグは兵庫ブルーサンダーズが紀州レンジャーズに勝利し、初の後期優勝[104]

### 10月
- 10月1日
  - 【大学】福岡六大学のリーグ戦は九共大が対日経大戦に5対0で勝利し、2季連続37度目の優勝達成[105]
  - 【女子プロ野球】日本女子プロ野球リーグはで前期優勝の兵庫が対京都戦に5対0で勝ち、4期連続4度目の後期優勝と2年連続2度目の年間優勝達成[106]
  - 【大学】首都大学野球のリーグ戦で東海大の菅野智之が対帝京大戦に6対0で完封勝利し、リーグ新記録の通算14完封[107]
- 10月2日
  - 【大学】東京六大学の早大が対東大戦（神宮）でリーグタイ記録の1試合26安打を放ち、23対0で勝利した[108]
  - 【独立】BCリーグの地区チャンピオンシップの第2戦が行われ、北陸地区では石川が福井に6対4で勝利し、上信越地区では新潟が群馬に8対0で勝利し、それぞれ2連勝で地区優勝達成[109]
  - 【独立】四国アイランドリーグplusのリーグチャンピオンシップで前期優勝の徳島が後期優勝の香川に2対1で勝利し、3勝1敗でチーム創設以来初の年間総合優勝を達成[110]
- 10月5日 - 【高校】山口国体の高校野球硬式競技の決勝戦が行われ、今夏の全国高校野球選手権大会で優勝した東京の日大三高が千葉県の習志野高に4対3でサヨナラ勝利し、初優勝達成[111]
- 10月6日
  - 【高校】日本高野連は学生野球憲章違反を犯した島根県の出雲北陵高が不祥事を理由に、10月3日付で島根県高校野球連盟を脱退したことを審査室会議で明らかにした。不祥事による高野連脱退は史上初[112]
  - 【大学】東都大学野球の秋季リーグ戦で青学大の杉本裕太郎が対日大戦（神宮）で、リーグ史上6人目のサイクル安打を達成[113]
- 10月8日 - 【大学】九州六大学野球の九州国際大の堀拓也が対久留米大戦でリーグ史上26人目28度目のノーヒットノーラン達成[114]
- 10月11日 - 【大学】東都大学野球の東洋大が亜大に5対1で勝利し、高橋昭雄がリーグ史上2人目の監督として通算500勝。この試合で東洋大の藤岡貴裕と亜大の東浜巨が、ともに通算300奪三振[115]
- 10月12日 - 【独立】関西独立リーグのリーグチャンピオンシップ第5戦は兵庫ブルーサンダーズが神戸サンズに5対3で勝利し、対戦成績を3勝2敗として年間優勝を達成[116]
- 10月14日 - 【大学】首都大学野球の東海大の2年生部員が自身のブログで、NPB読売ジャイアンツのトレーナーから技術指導を受けている、と書きこんでることがこの日に判明。日本学生野球憲章に抵触する疑いになったが、巨人側はこの事実を否定[117]。全日本大学野球連盟はこの問題で、持ち回りの審議委員会で東海大に注意とすることを決定。学生がプロ野球の選手、コーチからの指導を禁じる学生野球憲章には違反していなかったことを確認[118]
- 10月15日 - 【国際】パナマで開催されていたワールドカップの決勝戦で、オランダがキューバに2対1で勝利し初優勝達成[119]
- 10月16日
  - 【独立】BCリーグのチャンピオンシップの第4戦（石川県立野球場）が行われ、石川が新潟に7対6でサヨナラ勝利し3勝1敗として、2年連続で年間優勝達成[120]
  - 【大学】首都大学野球は東海大が大東大に2対0で勝利し、2季ぶりリーグ優勝達成[121]
- 10月19日 - 【独立】BCリーグの富山は新監督に元NPB横浜ベイスターズなどの進藤達哉の就任を発表[122]
- 10月20日 - 【大学】関西六大学野球は神院大が大経大に8対2で勝利し、龍谷大が京産大に2対3で敗れたため、神院大が28季ぶり2度目の優勝達成[123]
- 10月24日
  - 【社会人】第82回都市対抗野球大会（京セラドーム大阪）でJR東日本東北の森内壽春が4対0で三菱重工横浜に大会史上2人目の完全試合を達成[124]
  - 【大学】東京六大学野球は2位の法大が立大に延長10回に2対3でサヨナラ負けしたことで、明大が4季ぶり34度目の優勝が決定[125]
- 10月25日 - 【大学】東都大学野球リーグ戦（神宮）で東洋大が青学大に6対1で勝利し、高橋昭雄がリーグ新記録の監督通算502勝[126]
- 10月29日 - 【独立】グランドチャンピオンシップに3対1でBCリーグの石川が四国アイランドリーグplusの徳島に勝利し、3勝0敗として初優勝。BCリーグ勢としても初制覇[127]

### 11月
- 11月1日 - 【社会人】第82回都市対抗野球大会の決勝戦（京セラドーム）が行われ、史上初の東京都同士の対決となった試合はJR東日本がNTT東日本に延長11回に2対1でサヨナラ勝利で、初優勝達成。JR東日本はこの年中止となった、社会人日本選手権の優勝チームと見なされる[128]。橋戸賞（最優秀選手賞）は、JR東日本の松本晃が受賞[129]
- 11月2日 - 【大学】東都大学野球の5年ぶりの優勝決定戦が神宮球場で行われ、亜大が青学大に2対1で勝利し10季ぶり18度目の優勝達成[130]
- 11月10日 - 【独立】今季は四国アイランドリーグplusに参加し、9月に同リーグを脱退した三重スリーアローズの解散が正式発表された[131]
- 11月11日 - 【独立】BCリーグの群馬は新監督に、前NPB福岡ソフトバンクホークスの二軍外野守備走塁コーチの五十嵐章人に決まったことを発表[132]
- 11月27日 - 【高校・大学】明治神宮野球大会の決勝戦（神宮）が行われ、高校は光星学院が愛工大名電に6対5で勝利し初優勝。大学は明大が愛知学院大に2対0で勝利し、大会史上単独最多の5度目の優勝[133]
- 11月29日
  - 【国際】アジアシリーズの決勝戦は行われ、韓国の三星ライオンズが日本の福岡ソフトバンクホークスに5対3で勝利し、初優勝。ソフトバンクは日本のチームとして初めて優勝を逃した[134]
  - 【KBO】この日までに斗山ベアーズのヘッドコーチにNPB前埼玉西武ライオンズ監督の伊東勤が就任することが決まった[135]
- 11月30日 - 【大学】札幌学生野球連盟の北翔大学は新監督に元中日で同球団元コーチなどの谷木恭平が2012年1月より就任することを発表[136]

### 12月
- 12月7日 - 【大学】東都大学野球の駒大は、同大学の監督の小椋正博が2009年6月に沖縄県で酒気帯び運転で逮捕され2年間の免許停止になっていたことを明らかにした。東都大学野球連盟は11月まで報告がなかったとして、小椋に厳重注意処分を科した[137]。同月16日、同3日付での辞任を申し出、受理されたことが発表[138]
- 12月13日 - 【女子プロ野球】日本女子プロ野球機構は新球団の大阪ブレイビーハニーズの設立と、初代監督に元NPB阪神タイガースの福間納が就任することを発表[139]
- 12月26日 - 【社会人】NTT西日本は新監督に打撃コーチの佐々木誠が1月1日付で就任することが発表[140]

## 競技結果

### 国際大会
- 第15回AA世界野球選手権大会（8月19日〜8月28日；メキシコ）
- 第9回AAAアジア野球選手権大会（8月28日〜9月2日； 横浜スタジアム 他）
  - 決勝（横浜スタジアム、9月1日）
日本6-1 韓国
- 第39回IBAFワールドカップ（10月2日〜10月15日； パナマ）

#### アジアシリーズ
| 順位 | 球団                           |
| ---- | ------------------------------ |
| 優勝 | 三星ライオンズ                 |
| 2位  | 福岡ソフトバンクホークス       |
| 3位  | 統一セブンイレブン・ライオンズ |
| 4位  | パース・ヒート                 |

### メジャーリーグ (MLB)

#### MLBオールスター
（チェイス・フィールド、7月12日（現地時間））
ナリーグ 5-1 アリーグ
- MVP：プリンス・フィルダー（ミルウォーキー・ブルワーズ/ナリーグ）

### 韓国プロ野球 (KBO)

#### レギュラーシーズン
| 順位 | 球団                 | 勝 | 敗 | 分 | 勝率  | 差   |
| ---- | -------------------- | -- | -- | -- | ----- | ---- |
| 1    | 三星ライオンズ       | 79 | 50 | 4  | 0.612 | 0    |
| 2    | ロッテ・ジャイアンツ | 72 | 56 | 5  | 0.563 | 6.5  |
| 3    | SKワイバーンズ       | 71 | 59 | 3  | 0.546 | 8.5  |
| 4    | 起亜タイガース       | 70 | 63 | 0  | 0.526 | 11.0 |
| 5    | 斗山ベアーズ         | 61 | 70 | 2  | 0.466 | 19.0 |
| 6    | LGツインズ           | 59 | 72 | 2  | 0.450 | 21.0 |
| 6    | ハンファ・イーグルス | 59 | 72 | 2  | 0.450 | 21.0 |
| 8    | ネクセン・ヒーローズ | 51 | 80 | 2  | 0.389 | 29.0 |

- 引き分けは試合数に含まずに計算。
- プレーオフの結果次第では最終順位が変動する可能性あり。

### 台湾プロ野球 (CPBL)

#### レギュラーシーズン
| 前期 | 前期                           | 前期 | 前期 | 前期 | 前期 | 前期 | 後期 | 後期   | 後期 | 後期 | 後期 | 後期 | 後期 | 年間 | 年間   | 年間 | 年間 | 年間 | 年間 | 年間 |
| 順位 | 球団                           | 勝   | 敗   | 分   | 勝率 | 差   | 順位 | 球団   | 勝   | 敗   | 分   | 勝率 | 差   | 順位 | 球団   | 勝   | 敗   | 分   | 勝率 | 差   |
| ---- | ------------------------------ | ---- | ---- | ---- | ---- | ---- | ---- | ------ | ---- | ---- | ---- | ---- | ---- | ---- | ------ | ---- | ---- | ---- | ---- | ---- |
| 優勝 | 統一セブンイレブン・ライオンズ | 37   | 22   | 1    | .627 | -    | 優勝 | Lamigo | 33   | 26   | 1    | .559 | -    | 1位  | Lamigo | 66   | 52   | 2    | .559 | -    |
| 2位  | Lamigoモンキーズ               | 33   | 21   | 6    | .559 | 4    | 2位  | 兄弟   | 32   | 28   | 0    | .533 | 1.5  | 2位  | 統一   | 65   | 52   | 3    | .556 | 0.5  |
| 3位  | 兄弟エレファンツ               | 28   | 32   | 0    | .467 | 9.5  | 3位  | 統一   | 28   | 30   | 2    | .483 | 4.5  | 3位  | 兄弟   | 60   | 60   | 0    | .500 | 7    |
| 4位  | 興農ブルズ                     | 20   | 38   | 2    | .345 | 16.5 | 4位  | 興農   | 25   | 34   | 1    | .424 | 8    | 4位  | 興農   | 45   | 72   | 3    | .385 | 20.5 |

#### 台湾シリーズ
|       | 日付     | ホーム | 結果 | ビジター | 球場 |
| ----- | -------- | ------ | ---- | -------- | ---- |
| 第1戦 | 10月15日 | Lamigo | 2-3  | 統一     | 桃園 |
| 第2戦 | 10月16日 | Lamigo | 7-8  | 統一     | 桃園 |
| 第3戦 | 10月18日 | 統一   | 1-4  | Lamigo   | 台南 |
| 第4戦 | 10月19日 | 統一   | 3-2  | Lamigo   | 台南 |
| 第5戦 | 10月20日 | 統一   | 10-6 | Lamigo   | 台南 |

### 中国プロ野球 (CBL)

#### レギュラーシーズン
| 順位 | 球団                     | 勝 | 敗 | 勝ち点 |
| ---- | ------------------------ | -- | -- | ------ |
| 1位  | 天津ライオンズ           | 14 | 4  | 28     |
| 2位  | 広東レパーズ             | 12 | 6  | 24     |
| 3位  | 江蘇ホープスターズ       | 10 | 8  | 20     |
| 4位  | 四川ドラゴンズ           | 9  | 9  | 18     |
| 5位  | 北京タイガース           | 8  | 10 | 16     |
| 6位  | 河南エレファンツ         | 7  | 11 | 14     |
| 7位  | 上海ゴールデンイーグルス | 3  | 15 | 6      |

勝ち点は1勝につき2点。上位2チームが優勝決定戦（プレーオフ）進出。

#### プレーオフ
5戦3勝制。
|       | 日付    | 結果 | 結果 | 結果 |
| ----- | ------- | ---- | ---- | ---- |
| 第1戦 | 7月15日 | 広東 | 6-3  | 天津 |
| 第2戦 | 7月16日 | 広東 | 1-3  | 天津 |
| 第3戦 | 7月22日 | 天津 | 9-0  | 広東 |
| 第4戦 | 7月23日 | 天津 | 10-3 | 広東 |

### 独立リーグ（日本）

#### 四国アイランドリーグplus
|      | 前期                       | 前期 | 前期 | 前期 | 前期 | 前期 | 後期                       | 後期 | 後期 | 後期 | 後期 | 後期 |
| 順位 | 球団                       | 勝   | 敗   | 分   | 勝率 | 差   | 球団                       | 勝   | 敗   | 分   | 勝率 | 差   |
| ---- | -------------------------- | ---- | ---- | ---- | ---- | ---- | -------------------------- | ---- | ---- | ---- | ---- | ---- |
| 優勝 | 徳島インディゴソックス     | 22   | 8    | 2    | .733 | -    | 香川オリーブガイナーズ     | 19   | 9    | 4    | .679 | -    |
| 2位  | 愛媛マンダリンパイレーツ   | 18   | 10   | 4    | .643 | 3.0  | 徳島インディゴソックス     | 18   | 11   | 3    | .621 | 1.5  |
| 3位  | 香川オリーブガイナーズ     | 13   | 17   | 2    | .433 | 6.0  | 愛媛マンダリンパイレーツ   | 15   | 14   | 3    | .517 | 3.0  |
| 4位  | 高知ファイティングドッグス | 12   | 16   | 4    | .429 | 0    | 高知ファイティングドッグス | 11   | 19   | 2    | .367 | 4.5  |
| 5位  | 三重スリーアローズ         | 8    | 22   | 2    | .267 | 5.0  | 三重スリーアローズ         | 9    | 19   | 4    | .321 | 1.0  |

##### チャンピオンシップ
- 9月25日・9月26日（レクザムスタジアム）、10月1日・10月2日（JAバンク徳島スタジアム）

第1戦 香川 5 - 0 徳島
第2戦 徳島 8 - 2 香川
第3戦 徳島 5 - 3 香川
第4戦 徳島 2 - 1 香川
（徳島は初の総合優勝）

#### ベースボール・チャレンジ・リーグ
| 上信越地区 | 上信越地区               | 上信越地区 | 上信越地区 | 上信越地区 | 上信越地区 | 上信越地区 | 上信越地区               | 上信越地区 | 上信越地区 | 上信越地区 | 上信越地区 | 上信越地区 |
|            | 前期                     | 前期       | 前期       | 前期       | 前期       | 前期       | 後期                     | 後期       | 後期       | 後期       | 後期       | 後期       |
| 順位       | 球団                     | 勝         | 敗         | 分         | 勝率       | 差         | 球団                     | 勝         | 敗         | 分         | 勝率       | 差         |
| ---------- | ------------------------ | ---------- | ---------- | ---------- | ---------- | ---------- | ------------------------ | ---------- | ---------- | ---------- | ---------- | ---------- |
| 優勝       | 群馬ダイヤモンドペガサス | 21         | 9          | 6          | .700       | -          | 新潟アルビレックスBC     | 21         | 12         | 3          | .636       | -          |
| 2位        | 信濃グランセローズ       | 15         | 13         | 8          | .536       | 5.0        | 信濃グランセローズ       | 18         | 12         | 6          | .600       | 1.5        |
| 3位        | 新潟アルビレックスBC     | 14         | 14         | 8          | .500       | 1.0        | 群馬ダイヤモンドペガサス | 14         | 18         | 4          | .438       | 5.0        |

| 北陸地区 | 北陸地区                 | 北陸地区 | 北陸地区 | 北陸地区 | 北陸地区 | 北陸地区 | 北陸地区                 | 北陸地区 | 北陸地区 | 北陸地区 | 北陸地区 | 北陸地区 |
|          | 前期                     | 前期     | 前期     | 前期     | 前期     | 前期     | 後期                     | 後期     | 後期     | 後期     | 後期     | 後期     |
| 順位     | 球団                     | 勝       | 敗       | 分       | 勝率     | 差       | 球団                     | 勝       | 敗       | 分       | 勝率     | 差       |
| -------- | ------------------------ | -------- | -------- | -------- | -------- | -------- | ------------------------ | -------- | -------- | -------- | -------- | -------- |
| 優勝     | 石川ミリオンスターズ     | 14       | 16       | 6        | .467     | -        | 福井ミラクルエレファンツ | 18       | 16       | 2        | .529     | -        |
| 2位      | 富山サンダーバーズ       | 15       | 18       | 3        | .455     | 0.5      | 石川ミリオンスターズ     | 15       | 17       | 4        | .469     | 2.0      |
| 3位      | 福井ミラクルエレファンツ | 11       | 20       | 5        | .355     | 3.0      | 富山サンダーバーズ       | 10       | 21       | 5        | .323     | 4.5      |

##### プレーオフシリーズ
- 上信越地区 第1戦10月1日（上毛新聞敷島球場）、第2戦10月2日（HARD OFF ECOスタジアム新潟）

第1戦 新潟 3 - 1 群馬
第2戦 新潟 8 - 0 群馬
- 北陸地区 第1戦10月1日（石川県立野球場）、第2戦10月2日（福井フェニックススタジアム）

第1戦 石川 5 - 2 福井
第2戦 石川 6 - 4 福井
- リーグチャンピオンシップ 10月8日（HARD OFF ECOスタジアム新潟）、10月9日（三條機械スタジアム）、10月15日・10月16日（石川県立野球場）

第1戦 新潟 7 - 1 石川
第2戦 石川 6 - 0 新潟
第3戦 石川 6 - 5 新潟
第4戦 石川 7 - 6 新潟

#### グランドチャンピオンシップ
第1戦 石川 6 - 2 徳島（10月22日、石川県立）
第2戦 石川 6 - 1 徳島（10月23日、石川県立）
第3戦 石川 3 - 1 徳島（10月29日、JAバンク徳島）
- （石川は初優勝）

#### 関西独立リーグ
|      | 前期                 | 前期 | 前期 | 前期 | 前期 | 前期 | 後期                 | 後期 | 後期 | 後期 | 後期 | 後期 |
| 順位 | 球団                 | 勝   | 敗   | 分   | 勝率 | 差   | 球団                 | 勝   | 敗   | 分   | 勝率 | 差   |
| ---- | -------------------- | ---- | ---- | ---- | ---- | ---- | -------------------- | ---- | ---- | ---- | ---- | ---- |
| 優勝 | 神戸サンズ           | 15   | 8    | 1    | .652 | -    | 兵庫ブルーサンダーズ | 17   | 5    | 2    | .773 | -    |
| 2位  | 紀州レンジャーズ     | 12   | 9    | 3    | .541 | 2.0  | 紀州レンジャーズ     | 17   | 6    | 1    | .739 | 0.5  |
| 3位  | 兵庫ブルーサンダーズ | 12   | 11   | 1    | .522 | 1.0  | ソウル・ヘチ         | 9    | 14   | 1    | .391 | 8.0  |
| 4位  | ソウル・ヘチ         | 10   | 12   | 2    | .455 | 1.5  | 神戸サンズ           | 7    | 15   | 2    | .318 | 1.5  |
| 5位  | 大阪ホークスドリーム | 7    | 16   | 1    | .304 | 3.5  | 大阪ホークスドリーム | 5    | 15   | 4    | .250 | 1.0  |

##### 年間チャンピオンシップ
- 10月6日〜10月12日、明石トーカロ・洲本市民・キッピー

第1戦 神戸 3 - 2 兵庫
第2戦 神戸 6 - 5 兵庫
第3戦 兵庫 7 - 2 神戸
第4戦 兵庫 11 - 4 神戸
第5戦 兵庫 5 - 3神戸
（兵庫は初の総合優勝）

#### 日本女子プロ野球機構
|      | 前期                     | 前期 | 前期 | 前期 | 前期 | 前期 | 後期                     | 後期 | 後期 | 後期 | 後期 | 後期 |
| 順位 | 球団                     | 勝   | 敗   | 分   | 勝率 | 差   | 球団                     | 勝   | 敗   | 分   | 勝率 | 差   |
| ---- | ------------------------ | ---- | ---- | ---- | ---- | ---- | ------------------------ | ---- | ---- | ---- | ---- | ---- |
| 優勝 | 兵庫スイングスマイリーズ | 11   | 9    | 0    | .550 | -    | 兵庫スイングスマイリーズ | 10   | 8    | 2    | .556 | -    |
| 2位  | 京都アストドリームス     | 9    | 11   | 0    | .450 | 2.0  | 京都アストドリームス     | 8    | 10   | 2    | .444 | 2.0  |

- 兵庫が前後期優勝したため総合優勝決定戦は行わず、兵庫が2年連続2度目の年間優勝

### 社会人野球
- 第82回都市対抗野球大会（10月22日〜11月1日；京セラドーム大阪）
  - 決勝：JR東日本（東京都）2×-1 NTT東日本（東京都）（延長11回サヨナラ）
  - 優勝：JR東日本（初優勝）
- 第36回全日本クラブ野球選手権大会（9月9日〜12日；西武ドーム・大田スタジアム）
  - 優勝：大和高田クラブ（9年ぶり3回目）
- （第5回）東日本カップ・中日本カップ・西日本カップ

東日本大震災の影響により中止
- （第38回）社会人野球日本選手権大会

東日本大震災の影響により中止
- 主要地区連盟主催大会
  - 第66回JABA東京スポニチ大会（3月8日〜11日；明治神宮野球場、QVCマリンフィールド、大田スタジアム）

優勝：JX-ENEOS（2年ぶり11回目）・NTT西日本（初優勝）
決勝戦が1回途中東日本大震災によりノーゲームとなり、両チーム優勝。
  - JABA静岡大会・JABA四国大会・JABA日立市長杯争奪大会・JABA岡山大会・JABA長野県知事旗争奪野球大会・JABAベーブルース杯争奪大会・JABA京都大会・JABA九州大会・JABA東北大会・JABA北海道大会

東日本大震災の影響により中止

### 大学野球
- 第60回全日本大学野球選手権記念大会（6月7日〜12日；神宮、東京ドーム）

決勝 東洋大（東都） 3X-1 慶大（東京六大学）（延長10回）
（東洋大は2年連続4回目の優勝）
- 第38回日米大学野球選手権大会（7月3日〜8日； アメリカ合衆国ノースカロライナ州ダーラム、ほか）
- 第42回明治神宮野球大会大学の部（11月23日〜27日；神宮・神宮第二）

決勝 明大（東京六大学） 2-0 愛知学院大（愛知）
（明大は15年ぶり5回目の優勝）
- 各大学リーグ結果（太字は大学選手権、明治神宮大会出場権を得た大学）
  - 北海道学生野球連盟
1部春季優勝：東農大生物産業学部
2部春季優勝：北教大旭川校
1部秋季優勝：函館大
2部秋季優勝：帯広畜産大
  - 札幌学生野球連盟
1部春季優勝：道都大
2部春季優勝：札大
3部春季優勝：北海道東海大
1部秋季優勝：北翔大
2部秋季優勝：北教大岩見沢校
3部秋季優勝：北海道東海大
  - 北東北大学野球連盟
1部春季優勝：富士大
2部春季優勝：八戸工大
3部春季優勝：秋田県立大
1部秋季優勝：青森大
2部秋季優勝：弘前大
3部秋季優勝：北里大
  - 仙台六大学野球連盟
春季優勝：東北福祉大
秋季優勝：東北福祉大
  - 南東北大学野球連盟
1部春季優勝：東日本国際大[141]
2部春季優勝：（東日本大震災の為中止）
1部秋季優勝：福島大
2部秋季優勝：山形大工学部
  - 千葉県大学野球連盟
1部春季優勝：東京情報大
2部春季優勝：千葉経済大
3部春季優勝：淑徳大
1部秋季優勝：城西国際大
2部秋季優勝：千葉経大
3部秋季優勝：麗澤大
  - 関甲新学生野球連盟
1部春季優勝：上武大
2部春季優勝：常盤大
3部春季優勝：信州大
1部秋季優勝：白鷗大
2部秋季優勝：松本大
3部秋季優勝：茨城大
  - 東京新大学野球連盟
1部春季優勝：東京国際大
2部春季優勝：駿河台大
3部春季優勝：淑徳大国際コミュニケーション学部
4部春季優勝：東京電機大
1部秋季優勝：創価大
2部秋季優勝：日大生物資源科学部
3部秋季優勝：東京工科大
4部秋季優勝：東京電機大
  - 東京六大学野球連盟
春季優勝：慶大
秋季優勝：明大
  - 東都大学野球連盟
1部春季優勝：東洋大
2部春季優勝：日大
3部春季優勝：大正大
4部春季優勝：芝浦工大
1部秋季優勝：亜大
2部秋季優勝：拓大
3部秋季優勝：順大
4部秋季優勝：一橋大
  - 首都大学野球連盟
1部春季優勝：日体大
2部グループA春季優勝：大東文化大
2部グループB春季優勝：明治学院大
1部秋季優勝：東海大
2部秋季優勝：明星大
  - 神奈川大学野球連盟
1部春季優勝：横浜商大
2部春季優勝：横浜国大
1部秋季優勝：桐蔭横浜大
2部秋季優勝：横浜国立大
  - 愛知大学野球連盟
1部春季優勝：愛院大
2部春季優勝：中京大
3部春季優勝：星城大
4部春季優勝：名大
5部春季優勝：名外大
1部秋季優勝：愛院大
2部秋季優勝：中京大
3部秋季優勝：名院大
4部秋季優勝：名大
5部秋季優勝：愛知淑徳大
  - 東海地区大学野球連盟
    - 岐阜学生野球連盟春季優勝：中部学院大
    - 三重学生野球連盟春季優勝：三重中京大
    - 静岡学生野球連盟春季優勝：日大国際関係学部
    - 岐阜学生野球連盟秋季優勝：中部学院大
    - 三重学生野球連盟秋季優勝：三重中京大
    - 静岡学生野球連盟秋季優勝：日大国際関係学部

  - 北陸大学野球連盟
1部春季優勝：福井工大
2部春季優勝：福井大
1部秋季優勝：金沢学院大
2部秋季優勝：富山大
  - 関西学生野球連盟
春季優勝：同大
秋季優勝：同大
  - 関西六大学野球連盟
春季優勝：龍谷大
秋季優勝：神院大
  - 阪神大学野球連盟
1部春季優勝：大体大
2部東春季優勝：甲南大
2部西春季優勝：流通科学大
1部秋季優勝：大体大
2部秋季優勝：流科大
  - 近畿学生野球連盟
1部春季優勝：奈良産大
2部春季優勝：神戸大
3部春季優勝：大阪府立大
1部秋季優勝：奈良産大
2部秋季優勝：神戸大
3部秋季優勝：兵庫県立大
  - 京滋大学野球連盟
1部春季優勝：京都学園大
2部春季優勝：滋賀大
1部秋季優勝：佛教大
2部秋季優勝：びわこ成蹊スポーツ大
  - 広島六大学野球連盟
春季優勝：*近畿大学工学部
秋季優勝：近大工学部
  - 中国地区大学野球連盟
1部春季優勝：徳山大
2部春季優勝：山口福祉文化大
3部春季優勝： 岡山理大
4部春季優勝：鳥取大
1部秋季優勝：福山大
2部秋季優勝：山口福祉文化大
3部秋季優勝：島根大
4部秋季優勝：比治山大
  - 四国地区大学野球連盟
1部春季優勝：四院大
2部春季優勝：徳島大
1部秋季優勝：四院大
2部秋季優勝：香川大
  - 九州六大学野球連盟
春季優勝：福岡大
秋季優勝：九国大
  - 福岡六大学野球連盟
春季優勝：九共大
秋季優勝：九共大
  - 九州地区大学野球連盟
    - 福岡・長崎県リーグ春季優勝：西日本工大
    - 大分県リーグ春季優勝：別府大
    - 熊本県リーグ春季優勝：崇城大
    - 宮崎県リーグ春季優勝：宮崎産経大
    - 鹿児島県リーグ春季優勝：第一工大
    - 沖縄県リーグ春季優勝：名桜大
    - 福岡・長崎県リーグ秋季優勝：近大産業理工学部
    - 大分県リーグ秋季優勝：日本文理大
    - 熊本県リーグ秋季優勝：九州東海大
    - 宮崎県リーグ秋季優勝：宮崎大
    - 鹿児島県リーグ秋季優勝：第一工大
    - 沖縄県リーグ秋季優勝：名桜大

### 高校野球
- 第83回選抜高等学校野球大会（3月23日 - 4月3日；阪神甲子園球場）
  - 決勝 東海大相模（神奈川県） 6-1 九州国際大付（福岡県）

11年ぶり2度目の優勝。神奈川県の優勝は5年ぶり7度目。
- 第93回全国高等学校野球選手権大会（8月6日 - 8月20日；甲子園）
  - 決勝 日大三（西東京） 11-0 光星学院（青森県）

10年ぶり2度目の優勝。西東京の優勝は5年ぶり4度目。
- 第56回全国高等学校軟式野球選手権大会（8月25日 - 29日；明石トーカロ球場）
  - 決勝 中京（東海・岐阜県） 2X-1 作新学院（北関東・栃木県）（延長11回サヨナラ）

中京は12年ぶり5回目の優勝。
- 第66回国民体育大会 ユーピーアールスタジアム（硬式）、（10月2日〜5日：ビジコム柳井スタジアム（軟式）
  - 硬式の部決勝 日大三 4X-3 習志野（9回サヨナラ）

日大三は初優勝。
  - 軟式の部決勝 作新学院 2-0 天理

作新学院は2年連続7度目の優勝。
- 第42回明治神宮野球大会高校の部（11月23日〜27日；神宮・神宮第二）
  - 決勝 光星学院（青森県）6×-5 愛工大名電（愛知県）

光星学院は初優勝。

## 死去
- 1月7日 - ライン・デュレン（元MLB投手 *1930年）[142]
- 1月11日 - 大村節二（関西独立リーグ・明石レッドソルジャーズ球団代表 *1936年）
- 1月18日 - 斎藤勝博（元巨人捕手 *1944年）
- 1月20日 - ガス・ザーニアル（元MLB外野手、*1923年）[143]
- 2月4日 - 寺岡孝（広島・南海元外野手、南海・広島・大洋・ダイエー元コーチ *1942年）
- 2月11日 - チャック・タナー（ホワイトソックス、アスレチックス、パイレーツ、ブレーブス元監督 *1929年）[144]
- 2月27日 - デューク・スナイダー（元MLB・ドジャース外野手 *1926年）
- 2月28日 - 与那嶺要（元巨人外野手、中日元監督 *1925年）
- 3月6日 - 尾藤公（和歌山・箕島高元監督 *1942年）
- 3月8日 - 国枝利通（元中日内野手 *1920年）
- 3月15日 - マーティー・マリオン（元MLB内野手 *1917年）
- 4月3日 - 矢部祐一（巨人・大洋元内野手 *1946年）
- 4月15日 - レノ・ベルトイア（元MLB内野手 *1935年）
- 4月21日 - 成田文男（ロッテ元投手 *1946年）
- 4月22日 - 柳原基（元セ・リーグ記録部長 *1923年）
- 5月17日 - ハーモン・キルブルー（元MLB内野手 *1936年）
- 5月25日 - ポール・スプリットオフ（元MLB・ロイヤルズ投手 *1946年?）[145]
- 5月28日 - 川田幸夫（トンボ元投手、栃木県野球連盟元理事長 *1936年）
- 5月30日 - 伊藤四郎（名古屋・トンボ・近鉄・南海元投手、元南海スカウト *1932年）
- 6月17日 - 森田斌（大洋元投手、元コーチ *1935年）
- 6月28日 - 渡辺長助（阪神元捕手、元コーチ・チーフスコアラー *1956年）
- 7月7日 - ディック・ウィリアムズ（レッドソックス・アスレチックス元監督 *1929年）
- 7月20日 - 伊藤利夫（近鉄、阪急元外野手。最後の早慶戦先発メンバー。岐阜高校野球部野球部監督 *1922年）
- 7月21日 - 拝藤聖雄（元近鉄投手 *1932年）
- 7月27日 - 伊良部秀輝（ロッテ、阪神、ヤンキース、エクスポズ、レンジャーズ元投手 *1969年）
- 8月6日 - 浅越桂一（阪神元内外野手 *1936年）
- 8月8日 - 河野昭修（西鉄元内野手、元コーチ *1930年）
- 8月9日 - 平光清（元プロ野球セ・リーグ審判員、野球解説者 *1938年）
- 8月15日 - 正力亨（巨人第2代オーナー *1918年）
- 8月29日 - 大悟法久志（福岡県立青豊高等学校野球部監督、元柳ヶ浦高、明豊高監督 *1947年）[146]
- 9月2日 - 吉國一郎（第9代プロ野球コミッショナー、*1916年）
- 9月9日 - 久万俊二郎（阪神元オーナー *1921年）
- 10月9日 - 小島昌也（オリックス・楽天元外野手 *1985年）
- 11月3日 - マティ・アルー（元MLB（ジャイアンツ・パイレーツ・ヤンキース等）、太平洋クラブ外野手、 ドミニカ共和国ウィンターリーグ監督 *1938年）
- 11月21日 - グレッグ・ハルマン（シアトル・マリナーズ外野手 *1987年）
- 11月25日 - 西本幸雄（大毎・阪急・近鉄元監督、野球評論家 *1920年）
- 11月30日 - 伊藤光四郎（西鉄元外野手 *1937年）
- 12月9日 - 松園直已（ヤクルト第3代オーナー *1922年）
- 12月16日 - 山本集（智弁学園高初代監督 *1940年）[147]